# Harpconcert
Een harpconcert is een concerto geschreven voor de harp.

## Lijst van harpconcerten
- Alberto Ginastera
  - Harpconcert (Ginastera)
- Georg Friedrich Händel
  - Harpconcert in Bes
- Alun Hoddinott
  - Harpconcert (Hoddinott)
- Alan Hovhaness
  - Harpconcert (Hovhaness)
- Boris Tisjtsjenko
  - Harpconcert (Tisjtsjenko)
- Leo Smit
  - harpconcert (Smit)